# Malthinus quadratipennis
Malthinus quadratipennis là một loài bọ cánh cứng trong họ Cantharidae. Loài này được Kim & Kang miêu tả khoa học năm 2000.